# Weidwies (Antdorf)
Weidwies (auch Zugger) ist ein Gemeindeteil der oberbayerischen Gemeinde Antdorf im Landkreis Weilheim-Schongau. Die Einöde liegt etwa drei Kilometer westlich vom Antdorfer Ortskern unmittelbar an der Gemeindegrenze zu Obersöchering. Etwas südlich verläuft der Steinbach.
Bis zum 31. Dezember 1977 gehörte Weidwies zur Gemeinde Frauenrain, die im Zuge der Gebietsreform in Bayern aufgelöst wurde.
| Jahr | Einwohner | Gebäude (ab 1885 nur Wohngebäude) |
| ---- | --------- | --------------------------------- |
| 1861 | 5         |                                   |
| 1871 | 6         | 2                                 |
| 1885 | 5         | 1                                 |
| 1900 | 7         | 1                                 |
| 1925 | 4         | 1                                 |
| 1950 | 2         | 1                                 |
| 1970 | 6         |                                   |
| 1987 | 3         | 1                                 |